# Rwogo
Rwogo är ett vattendrag i Burundi.   Det ligger i provinsen Ngozi, i den norra delen av landet, 70 kilometer nordost om huvudstaden Bujumbura.
Omgivningarna runt Rwogo är en mosaik av jordbruksmark och naturlig växtlighet. Runt Rwogo är det tätbefolkat, med 591 invånare per kvadratkilometer.